# Jimmy Little
James Oswald „Jimmy“ Little, AO (1. března 1937 – 2. dubna 2012) byl australský hudebník, herec a pedagog. Jako herec se objevil například ve filmech Shadow of the Boomerang (1960) a Až na konec světa (1991). V roce 2001 natočil duet „Bury Me Deep in Love“ s popovou zpěvačkou Kylie Minogue. V roce 1958 se jeho manželkou stala zpěvačka Marjorie Rose Peters, se kterou měl jedno dítě. Roku 1990 mu bylo diagnostikováno onemocnění ledvin.

## Diskografie

### Alba
- You'll Never Walk Alone (1960)
- A Tree in The Meadow (1962)
- By Request (1963)
- Sing to Glory (1963)
- Royal Telephone (1964)
- Encores (F1964)
- Onward Christian Soldiers (1964)
- Jimmy Little Sings Country & Western Greats (1965)
- 10th Anniversary (1966)
- Ballads and Strings (1967)
- New Songs from Jimmy Little (1967)
- The Best of Jimmy Little (1968)
- I Can’t Stop Loving You (1969)
- Song to Glory (1969)
- The Country Sound of Jimmy Little (1969)
- Goodbye Old Rolf (1970)
- Winterwood (1972)
- Waltzing Matilda (1972)
- Jimmy by Request (1973)
- Country Boy, Country Hits (1974)
- All For Love (1975)
- Country Sounds (1975)
- I Can't Stop Loving You (1975)
- Jimmy Little Sings Country (1975)
- Travellin' Minstrel Man (1976)
- The Best of Jimmy Little (1977)
- An Evening with Jimmy Little (1978)
- 20 Golden Country Greats (1979)
- The Best of Jimmy Little (1994)
- Yorta Yorta Man (1995)
- Messenger (2000)[4]
- Resonate (2001)
- Passage 1959-2001: Jimmy Little Anthology (2002)
- Down the Road (2003)
- Life's What You Make It (2004)
- Jimmy Little: The Definitive Collection (2004)